# 第56次長期滞在
第56次長期滞在（だい56じちょうきたいざい）は、2018年6月1日に出発したソユーズMS-07から始まった56回目のISSでの長期滞在である。アンドリュー・フューステル、オレッグ・アルテミエフ、リチャード・アーノルドは55次滞在から引き続いて参加する。アレクサンダー・ゲルスト、セリーナ・オナン＝チャンセラー、セルゲイ・プロコピエフは2018年6月6日に打ち上げられたソユーズMS-09によりISSに到着した。

## 乗組員
| 職務        | 1期 (2018年6月)                        | 2期 (2018年6月 - 8月)                     |
| ----------- | -------------------------------------- | ----------------------------------------- |
| 船長        | アンドリュー・フューステル、NASA 3回目 | アンドリュー・フューステル、NASA 3回目    |
| 航空機関士1 | オレッグ・アルテミエフ、RSA 2回目      | オレッグ・アルテミエフ、RSA 2回目         |
| 航空機関士3 | リチャード・アーノルド、NASA 2回目     | リチャード・アーノルド、NASA 2回目        |
| 航空機関士4 |                                        | セルゲイ・プロコピエフ、RSA 初回          |
| 航空機関士5 |                                        | アレクサンダー・ゲルスト、ESA 2回目       |
| 航空機関士6 |                                        | セリーナ・オナン＝チャンセラー、NASA 初回 |

当初はジャネット・エップスが56 - 57次滞在に参加して、アフリカ系アメリカ人による15回目の宇宙飛行にして初のISS乗組員となる予定だったが、2018年1月16日にセリーナ・オナン＝チャンセラーに交代することが発表された。

## 宇宙遊泳
| EVA #                 | 宇宙遊泳者 | 開始（UTC）         | 終了（UTC）         | 期間      |  |
|                       | |                     |                     |           |  |
| 第56次長期滞在 EVA 1  | アンドリュー・フューステル リチャード・アーノルド | 2018年6月14日 12:06 | 2018年6月14日 18:55 | 6時間49分 |  |
| 第56次長期滞在 EVA 1  | フューステルとアーノルドがステーションのハーモニー・モジュール前面に取り付けられたIDA-2近くに新しい高解像度カメラを設置した。この追加によって近々アメリカ本土から打ち上げ始められる商業友人宇宙船であるスペースX クルードラゴンおよびボーイング CST-100 スターライナーなどの接近とドッキングの最終段階の改善された視界を提供する。 宇宙飛行士らはさらに、ステーションの右舷トラスに取り付けられたNASA TV撮影用のカメラアセンブリーを交換し、スペースX CRS-15での投棄と、後継機のECOSTRESSへの交換に備えて日本のきぼうモジュール外側のCATS実験装置の開口部ドアを閉鎖した。次の宇宙遊泳に備えて、アジャスタブル・グラップル・バーをS1トラスに移設し、フレックス・ホース・ロータリー・カプラーを固定した。この宇宙遊泳の間にフューステルはジェリー・ロスと、STS-125のクルー仲間であるジョン・グランスフェルド博士、フョードル・ユールチキンおよびペギー・ウィットソンを抑えて、歴代宇宙遊泳者ランキングで3位となった。 |                     |                     |           |  |
| 第56次長期滞在 EVA 2* | オレッグ・アルテミエフ セルゲイ・プロコピエフ | 2018年8月15日 16:17 | 2018年8月15日 00:03 | 7時間46分 |  |
| 第56次長期滞在 EVA 2* | 宇宙飛行士らは4機のCubeSatを放出し、ICARUS実験装置を設置した。宇宙遊泳はICARUSの確実な設置に失敗したことから失敗したことから船外活動を90分遅らせ、1時間の延長が必要となったため予定よりも遅れた。宇宙飛行士はピアース・ドッキング室およびポイスク・モジュールから実験装置を回収して宇宙遊泳を終了した。 |                     |                     |           |  |

*印はロシアのオーラン宇宙服を着用してピアース・ドッキング室から行われた宇宙遊泳を示す。
それ以外の全ての宇宙遊泳はクエスト・エアロックから行われた。

## ISSへの無人宇宙飛行
第55次長期滞在中に国際宇宙ステーションに訪れた補給ミッション：
| 宇宙機 - ISS飛行番号          | 国       | ミッション | 打ち上げ者    | 打ち上げ （UTC）       | 結合/係留 (UTC) †      | 結合/係留の解除 （UTC） | 結合期間          | 軌道離脱             |
| ----------------------------- | -------- | ---------- | ------------- | ---------------------- | ---------------------- | ----------------------- | ----------------- | -------------------- |
| スペースX CRS-15 - CRS SpX-15 | アメリカ | 輸送       | ファルコン9   | 2018年6月29日 09:42    | 2018年7月2日 13:50     | 2018年8月3日 16:38      | 32日 2時間 48分   | 2018年8月3日 22:17   |
| プログレスMS-09 - ISS 70P     | ロシア   | 輸送       | ソユーズ 2.1a | 2018年7月9日 21:51:34  | 2018年7月10日 01:30:48 | 2019年1月25日 12:55     | 199日 11時間 24分 | 2019年1月25日 16:50  |
| こうのとり7号機 - HTV-7       | 日本     | 輸送       | H-IIB         | 2018年9月22日 17:52:27 | 2018年9月27日 14:09    | 2018年11月6日 23:32     | 40日 9時間 23分   | 2018年11月10日 21:14 |

## 空気漏れ
2018年8月29日に、気圧が低下したことから地上管制によってわずかな空気漏れが通知された。起床後に空気漏れを知った宇宙飛行士たちは、ソユーズMS-09宇宙船の軌道モジュールに2 mmの穴を発見した。穴は当初粘着テープで修理され、その後ガーゼとエポキシ樹脂で恒久的に修理された。